# Redenção (canção)
Redenção é uma canção da cantora brasileira Fernanda Brum, com produção de Emerson Pinheiro para o álbum Profetizando às Nações.
A canção de composição da própria cantora junto com o produtor do álbum, foi lançado como uma canção não-single, sem nenhum clipe em 2006, no álbum "Profetizando às Nações", um dos maiores sucesso da cantora.

## Repercussão
A canção foi trabalhada como single nas rádios, recebeu grande repercussão e até hoje é uma das canções mais cantadas nas igrejas.
No Spotify a canção em sua versão em estúdio conta com mais de 1 milhão, e em sua versão ao vivo no DVD conta com mais de 670 mil de streams e a versão dos 30 Anos conta com mais de 300 mil streams. No YouTube Music a versão em estúdio tem mais de 13 milhões de streams, e a versão ao vivo no DVD tem quase 1 milhão, já a versão dos 30 Anos conta com 2,5 milhões.

## Videoclipe
Apesar de não receber um clipe da versão em estúdio, "Redenção" entrou no repertório do DVD Profetizando às Nações.
"Redenção" recebeu um clipe ao vivo no dia 28 de março de 2024, 18 anos após o lançamento da canção, o clipe já conta com mais de 2 milhões visualizações no YouTube.

## Lista de Faixas
| N.º | Título                | Compositor(es)                 | Duração |  |
| 1.  | "Redenção"            | Fernanda Brum Emerson Pinheiro | 05:14   |  |
| 2.  | "Redenção (Playback)" |                                | 05:15   |  |

| Redenção — Edição Profetizando às Nações (DVD) |                     |                |         |  |
| N.º                                            | Título              | Compositor(es) | Duração |  |
| 3.                                             | "Redação - Ao Vivo" |                | 05:52   |  |

| Medley — Edição Liberta-me (DVD) |                                                                                        |                |         |  |
| N.º                              | Título                                                                                 | Compositor(es) | Duração |  |
| 4.                               | "Medley (Aos Teus Pés/Seu Lugar/A Oração do Profeta/Meu Bem Maior/Redenção) (Ao Vivo)" |                | 06:13   |  |

| Redenção — Edição 30 Anos |                     |                |         |  |
| N.º                       | Título              | Compositor(es) | Duração |  |
| 5.                        | "Redação - Ao Vivo" |                | 04:41   |  |

## Performance ao vivo
A cantora já performou a canção várias vezes, mas a primeira versão ao vivo foi gravada em São Gonçalo no Rio de Janeiro no DVD Profetizando às Nações.
A cantora performou a canção no DVD Liberta-me, num medley junto com "Aos Teus Pés", "Seu Lugar, "A Oração do Profeta" e "Meu Bem Maior".
Após 18 anos do lançamento, foi gravada em Angola na África uma versão comemorativa dos 30 anos da cantora, foi disponibilizada nas plataformas digitais 28 de março de 2024 para o álbum 30 Anos na África.